# 泰尔托
泰尔托（德語：Teltow，發音：['tɛltoː] ⓘ）是德国勃兰登堡州波茨坦-米特尔马克县的城市，面积21.6平方千米，2023年12月31日人口为27,880人，是该县人口最多的市镇。
泰尔托的历史可以追溯到1265年奥托三世统治时期，在1375年成书的勃兰登堡侯国土地登记册中也有记载。位于老城的圣安得烈教堂建于12世纪，是泰尔托的象征。泰尔托与柏林西南角接壤，是柏林周边重要的居民区，而泰尔托运河的通航和两德统一使泰尔托成为工商业城市，经济发展迅速。
泰尔托有着“芜菁之城”（Rübchenstadt）的别名，这个名字来源于城市周边有着300年以上种植历史的泰尔托芜菁。

## 地理
泰尔托大部分位于泰尔托运河以南，与柏林隔河相望，仅在通往小马赫诺的桥梁附近拥有小片位于运河以北的土地。泰尔托北部为柏林施泰格利茨-采伦多夫区，东部和南部为勃兰登堡州市镇大贝伦，西部为施塔恩斯多夫，西北部为小马赫诺，距离波茨坦市中心约17千米，距离柏林市中心约20千米。泰尔托总面积为21.54平方千米，其中农业用地占比为48.2%，森林面积7.4%，水域面积1.5%，建筑用地38.1%。

## 友好城市
截至2021年2月，泰尔托共与四座城市结为友好城市关系：
- 德国 北莱茵-威斯特法伦州 阿伦（1991年）
- 法國 贡夫勒维尔洛谢（1999年）
- 波蘭 扎甘（2006年5月）
- 中华人民共和国 江苏省 如东县（2018年9月）